# New York State Library
La New York State Library est une bibliothèque de recherche (research library (en)) située à Albany, dans l'État de New York, aux États-Unis.
Fondée en 1818 pour servir le gouvernement de l'État de New York, elle fait partie du New York State Education Department. Avec plus de 20 millions d'ouvrages catalogués en 2011, elle est l'une des plus importantes du monde.
La bibliothèque et ses institutions sœurs, le New York State Museum et les New York State Archives, sont hébergées dans le Cultural Education Center, qui fait partie de l'Empire State Plaza, un grand complexe de bureaux du gouvernement de l'État dans le centre-ville d'Albany.
La Bibliothèque de l'État de New York était autrefois située au Capitole, puis de l'autre côté de Washington Avenue, dans le New York State Education Building (en). Une annexe contenant des livres, des revues et des journaux se trouve toujours au sous-sol du New York State Education Building. La bibliothèque a entrepris de se séparer de certains de ces documents en 2014.

## Histoire
La bibliothèque de l'État de New York est créée en 1818 pour servir le gouvernement de l'État de New York.
En 1855, la bibliothèque de l'État de New York est ouverte au public. Un frère shaker de New Lebanon, dans l'État de New York, la visite en novembre 1855 et s'émerveille du libre accès aux livres : « Je suis allé un moment à la bibliothèque d'État, gratuite pour le public. J'ai regardé autour de moi et j'ai été très impressionné par la magnifique collection de livres, de cartes, etc. ; on y trouve beaucoup d'œuvres d'art et de livres précieux. Chacun peut y jeter un coup d'œil ou lire ce qu'il veut, il suffit de demander le livre qu'il souhaite. J'ai discuté un moment avec le bibliothécaire. » Melvil Dewey est bibliothécaire d'État de 1888 à 1905. Il crée le poste de bibliothécaire de référence et fonde un département jeunesse. Dewey lance également des bibliothèques itinérantes, avec une centaine de livres envoyés aux communautés dépourvues de bibliothèques publiques. Le système de bibliothèques itinérantes de l'État de New York a servi souvent de modèle aux autres États.
James Ingersoll Wyer (en) est directeur de 1908 à 1938.
Le 29 mars 1911, un incendie dans la salle d'assemblée du Capitole de l'État de New York, où se trouve la bibliothèque à l'époque, dévaste ses collections, détruisant environ 450 000 livres et 270 000 manuscrits, y compris certains des documents historiques documentant les débuts de l'histoire hollandaise et coloniale de New York, traduits par François Adriaan van der Kemp (en).

## Collections
Publications gouvernementales
Bien que son champ d'action se soit élargi au fil du temps, l'une des principales fonctions de la New York State Library reste de servir de dépositaire des publications officielles du gouvernement de l'État de New York (pouvoirs exécutif, législatif et judiciaire, ainsi que des commissions, des autorités publiques et d'autres organismes). La bibliothèque est également dépositaire de documents du gouvernement fédéral et de brevets.
Droit
La New York State Library possède une importante collection de droit, en particulier de droit de l'État de New York.
Histoire de l'État de New York
L'histoire et la culture de l'État de New York sont également au cœur de la bibliothèque, avec notamment de vastes fonds d'histoire locale et de généalogie. Cette collection, l'une des plus importantes de la bibliothèque, est utilisée par de nombreux chercheurs, notamment des personnes retraçant leur histoire familiale, des généalogistes professionnels, des biographes et des historiens en quête d'informations sur l'histoire familiale collective ou la vie domestique d'une période particulière de l'histoire américaine.
La collection est d'envergure nationale, mais met l'accent sur les familles de New York, du New Jersey, de Pennsylvanie et de Nouvelle-Angleterre. Des ouvrages de référence sont disponibles pour la recherche généalogique hors des États-Unis, mais aucune histoire familiale distincte n'est collectée pour les pays étrangers. Le catalogue en ligne de la bibliothèque donne accès à des informations sur les documents généalogiques via des recherches par auteur, titre et sujet ; des fichiers sont disponibles sur place et donnent accès à des ressources supplémentaires telles que les registres patronymiques, les actes d'état civil, les annuaires municipaux et la collection des Daughters of the American Revolution (DAR).
Collections numériques
Les collections numériques de la bibliothèque comprennent plus de 80 000 documents, notamment des publications du gouvernement de l'État de New York et des documents historiques des XVIIIe et XIXe siècles dans de nombreux domaines.

## La New York State Talking Book and Braille Library (TBBL)
La New York State Talking Book and Braille Library (TBBL) est une unité de la New York State Library, mais c'est également une bibliothèque régionale du programme national coordonné par le National Library Service for the Blind and Print Disabled (en), une division de la Bibliothèque du Congrès, à Washington DC.
La TBBL prête des livres et magazines en braille et enregistrés, ainsi que le matériel nécessaire à leur lecture, aux résidents de l'État de New York qui ne peuvent pas lire les documents imprimés standard en raison d'un handicap visuel ou physique. La TBBL dessert les résidents des 55 comtés du nord de l'État de New York ; la bibliothèque Andrew Heiskell, une unité de la Bibliothèque publique de New York, dessert les résidents de New York et de Long Island.

### Histoire de la TBBL
La TBBL est fondée à la New York State Library en 1896 sous le nom de New York State Library for the Blind, pour fournir des livres en relief aux adultes aveugles. Les usagers étaient autorisés à emprunter un livre à la fois, pour une durée maximale d'un mois, et les livres étaient disponibles en braille américain, New York Point, Boston line ou Moon Type (en), selon l'alphabet en relief préféré du lecteur. En 1931, elle devient l'une des premières bibliothèques régionales du programme national de la Bibliothèque du Congrès. Des livres audio sur disque microsillon sont introduits. En 1952, les services sont étendues aux enfants aveugles puis, en 1966, aux personnes handicapées physiques et aux personnes ayant des difficultés de lecture.
En 1974, la bibliothèque prend le nom de New York State Library for the Blind and Visually Handicapped avant de prendre son nom actuel en 1995.